# 피해의식
피해의식(영어: victim mentality)은 자신을 타인의 부정적인 행동의 피해자로 인식하고, 이런 상황과는 반대되는 상황에서도 자신이 피해자인 것처럼 행동하는 획득 성격 특성(acquired personality trait)을 말한다. 피해의식은 명확한 사고 과정과 귀인(attribution)에 좌우된다. 일부의 경우 피해의식을 가진 사람은 실제로 타인의 잘못의 피해자였거나, 혹은 잘못한 것이 없는데도 불운을 겪기도 하였다. 그러나 이런 불운이 있었다 하여 반드시 항상 자신이 피해자라고 인식하는 피해의식을 만들어 대응하지는 않는다.
피해의식은 자신의 불운을 타인의 잘못이라고 비난하는 경향도 의미하는데, 이땐 'victimism'이라고도 한다.
예를 들어, 피해의식은 아동기 가족 구성원이나 가정 형편으로부터 발생한다. 이와 유사하게 범인들은 종종 피해자 사고(victim thinking)를 보이며, 자신은 도덕적이지만 비도덕적인 세상에 대한 대응으로 범죄를 저질렀는데 불공평하게도 자기만 핍박한다고 생각한다.

## 기반
일반적 의미로 피해자(victim)는 어느 한 사건 혹은 일련의 사건의 결과로 상해, 손실, 불운을 겪는 사람을 말한다. 그러나 부정적인 경험은 피해자다움(victimhood)이 나타나기에는 충분하지 않다. 아래와 같이 생각할 경우 자신을 피해자라고 밝힌다.
- 자신은 피해를 입었음
- 자신은 가해 행위의 원인이 아님
- 자신은 피해를 막을 의무가 없음
- 타인의 가해로 권리를 침해당하였다거나 피해와는 무관한 자질(힘을 가지고 있다거나 선량하다는 것)을 가지고 있다는 점에서 피해는 부당함
- 자신은 동정(sympathy)받아야 함[6]

단지 피해를 준 사건을 경험한 것만으로는 피해자가 되었다는 느낌이 생기기는 불충분하다는 점에서, 공감(empathy)에 대한 욕구는 중요하다. 이러한 느낌을 갖기 위해서는, 피해에 대하여 받아서는 안 되었고 불공평하며 비도덕적인 것, 피해자가 막을 수 없었던 행동이라고 인식할 필요가 있다. 그래야 공감과 이해를 얻는 필요가 생길 수 있다.
피해의식을 품고 있는 사람은 다음과 같은 생각을 갖는다.
- 자신의 삶은 자신을 향한 고난의 연속이었음
- 삶의 대부분은 부정적이고 통제 불가함
- 삶의 고난이 있었기에 자신은 동정받아 마땅함
- 자신은 무언가를 변화시킬 힘이 없기에 자신의 문제를 해결하고자 행동을 취하지 못함

피해의식은 폭력(violence)의 산물이기도 하다. 폭력을 경험한 사람들의 피해의식의 근원에는 보통 위기상황이나 트라우마(trauma)의 경험이 존재한다. 근본적으로 피해의식은 책임과 비판을 회피하고 관심과 연민을 받으며 피해의식의 실체인 분노를 회피하려는 수단인 것이다.

## 특징
피해의식은 다양한 행동이나 사고 및 대화방식 속에서 드러난다.
- 원치 않는 상황의 원인을 타인 탓으로 돌리고 자신의 삶이나 상황에 대한 개인적 책임을 부정함[9]
- 타인이 있을 때 고도의 집중, 즉 과각성(hypervigilance)을 보임
- 타인의 부정적인 의도를 알아차림
- 타인은 자기보다 운이 좋다고 생각함
- 자기를 동정하거나 타인으로부터 동정을 받는 것에서 위안을 느낌

피해의식은 비관주의(pessimism), 자기연민(self-pity), 억압된 분노(repressed anger)의 태도를 특성으로 한다고 여겨져 왔다. 피해의식을 갖는 사람은 이러한 생각을 지지하는데 설득력 있고 복잡한 설명 방식을 고안해 내며, 이를 통해 자기자신과 타인에게 자신이 처한 상황에 대하여 설명하는데 사용한다.
피해의식을 갖는 사람은 보통 다음과 같다.
- 어떤 상황을 사실적으로 인식하는 것은 일반 사람들과 같지만, 어떤 상황에서 자신이 무기력해지는 것의 실질적인 근원에 대하여 인식하거나 궁금해하지는 않음[11]
- 자기성찰적
- 자격권리(entitlement)와 이기심(selfishness)을 보일 가능성이 높다.[12]
- 방어적 : 대화에서 중립적인 질문에 부정적인 의도를 간파하고 그에 상응하는 비난을 가하며, 내재하는 갈등을 인식하여 협력하여 문제를 해결하려 하지 않음
- 범주화 : 사람을 중간 회색지대(gray zone) 없이 선과 악으로만 구분함[9]
- 모험심이 없음 : 작고 예측되는 위험조차도 감당하려 하지 않음, 도출될 수 있는 부정적인 결과물에 대한 중요성이나 가능성을 과장함
- 학습된 무기력(learned helplessness) : 주어진 상황에서의 능력이나 영향력을 저평가함, 무기력함을 느낌
- 자기비하(self-abasing) : 타인이 자기를 비하하는 것보다 더 높은 수준으로 자기 자신을 비하함

피해의식은 척하기(pretending)처럼 언어적 표지나 습관이 반영될 수 있다.
- 무언가 할 수 없음("난 할 수 없어")
- 선택지가 없음("해야만 해", "다른 선택지가 없어")
- 인식상의 겸손(epistemological humility) ("잘 몰라")

피해의식의 다른 특징으로는 다음과 같다.
- 타인의 인정을 갈구함 : 피해자다움을 타인이 알아주고 이를 인정받아야 하는 욕구. 이러한 인정은 자신, 타인, 세상에 대하여 갖는 긍정적인 기본 전제를 재확인시킨다. 또한 이는 가해자가 자기의 잘못을 인식하는 것을 시사한다. 협동에 있어 이는 트라우마적 사건에 관하여 긍정적인 행복을 갖고 집단 갈등에서 달래는 태도를 고취한다.
- 도덕적 엘리트주의 : 자신 혹은 자기편의 도덕적 우월성과 상대방 혹은 상대편의 부도덕성을 주장. 개인적 차원에서는 도덕성과 개인의 행동에 있어서 흑백논리(black and white view)를 갖게 된다. 자신의 공격성(aggressiveness)을 부정하고 자신은 나약하고 도덕적으로 부정한 이들로부터 핍박받는다고 생각한다. 반면 타인은 위협적이고 핍박을 가하며 부도덕하다고 생각한다. 자기에 대하여 도덕적으로 순수하다는 이미지를 갖는다. 집단적인 차원에서, 도덕적 엘리트주의란 집단이 자신들이 받은 피해를 강조하면서 자기의 집단이 도덕적으로 우월하다고 생각하는 것을 말한다. 집단에 속한 개인들은 자기의 폭력을 공정하고 도덕적으로 생각하지만 외부집단의 폭력은 불공정하고 도덕적으로 틀리다고 보기도 한다.
- 공감 부족 : 자신의 고통에 대해 염려하는 이들은 타인의 고통에는 관심을 보이려 하지 않는다. 타인의 고통을 무시하거나 이기적으로 행동한다. 집단적인 수준에서, 피해자라는 의식에 매몰된 집단은 외부집단의 관점을 보려 하지 않고 상대편 마음에 공감하려 하지 않지만, 자신이 저지른 해에 대한 책임을 지려 하지 않는다. 이로 인해 집단 이기주의를 보이게 된다.
- 반추 : 피해자들은 자신의 고통과 그 원인, 그리고 이후 영향에 대하여 주목하여도, 해결책에 대해서는 관심을 갖지 않는다. 그 결과 모욕이나 위협에 대한 대응으로 공격성을 보이며, 가해자에 대한 복수심에 용서하려는 마음을 갖지 않는다. 집단에 있어서도 비슷한 양상을 보인다.
- 망상 : 타인이 본인에게 그 무엇도 저지른 일이 없음에도 본인만의 세계의 갇혀 상대를 가해자로 지목한다.

## 학대와 조종의 피해자
학대(abuse)와 조종(manipulation)의 피해자들은 이따금 피해자화(victimisation)된 자기상(self-image)에 사로잡힌다. 피해자화의 심리 프로필에는 무기력, 수동성, 통제 상실, 비관주의, 부정적 사고, 강한 죄책감, 수치, 자책, 우울이 만연한 상태가 있다. 이런 사고는 절망과 좌절을 야기한다. 치료사는 이들과 신뢰관계를 형성하는데 오랜 시간이 걸린다. 여기에는 권위적인 인물들에 대한 불신, 상처받거나 착취당할 것이라는 기대가 자주 보인다.

## 발발
2005년 심리학자 찰스 스나이더(Charles R. Snyder)가 수행한 연구에서, 피해의식을 가진 이가 피해의식을 갖게 한 사람이나 상황을 용서하면 외상후스트레스장애(PTSD) 증상이나 적개심(hostility)을 완화할 수 있다고 밝혀졌다.
청소년 피해자에게, 집단 지지(group support)와 심리극(psychodrama) 기법은 과거의 트라우마에 대한 현실적인 관점을 얻도록 한다. 이런 기법들은 피해자의 감정과 표현을 중시한다. 지지집단(support group)은 자기주장훈련(assertiveness) 기법을 연마하고 타인을 따뜻하게 지지하는 것에 있어 유용하다.
결과가 좋다고 알려진 기법들로는 규범적 결정이론(normative decision theory), 감정지능(emotional intelligence), 인지 요법(cognitive therapy), 심리적 통제위치(psychological locus of control)가 있다. 이런 방식들은 피해의식 마인드셋(mindset)을 가진 이들로 하여금 자신의 마인드셋을 인지하고 완화하는데 유용하다.

## 트라우마와 피해의식
트라우마는 세상이 공정하고 합리적인 곳이라는 개인의 전제를 훼손할 수 있으며, 과학연구들 역시 트라우마의 타당화(validation)가 치료 회복에 중요하다는 것을 발견하였다. 가해자들이 자신의 잘못을 책임지길 바라는 것은 피해자들에게 있어 정상이다. 환자와 치료사에게 수행한 연구에서는 이들이 트라우마의 타당화와 피해자화는 치료회복에 있어 중요한 것이라고 생각한다고 밝혀졌다. 데 린트(Willem De Lint)와 마르모(Marinella Marmo)는 사회 전반에 걸쳐 존재하는 '반피해자의식적 의식(antivictimism mentality)'과 피해의식 낙인을 사용하는 이들에 대해 규명하였다. 꿋꿋함(fortitude)을 보이면서도 약함(weakness)의 증거로 비춰지는 고통을 보이지 않음으로써 개인이 '진실한 피해자(true victim)'가 되기만을 바라는 것이다. 이는 피해자가 자신의 감정을 공유하길 기대되지만 결국 감정을 보였다는 이유로 심판받게 되는 환경을 만들게 될 것이다.:55
피해자학(Victimology)은 사회학 심리학 관점에서 피해자에 대한 인식을 연구하였다. 범죄 피해자들은 피해자라는 낙인과 복잡한 관계를 보인다. 이들은 도움을 받거나 법적 절차때문에 피해자 낙인을 수용할 것을 요구받는다고 생각할 것이다. 이들은 낙인을 수용하는 것이 자신들에 대한 책망 회피에 필요하다고 생각할 것이다. 이들은 오명(stigmatization)을 벗거나 주체의식(sense of agency) 부여를 위해 그것을 거부하려 할 것이다. 이들은 공감보다는 정의를 위한 마음에 낙인을 받아들일 수도 있다. 피해자와 생존자(survivor) 역할 사이에는 거짓 이분법(false dichotomy, 이분법적으로 사고하고 양자택일할 사안이 아닌데도 그렇게 만드는 것)이 존재할 수 있다. 피해자나 생존자 어느 쪽도 피해자가 행한 주체적 노력(학대자를 떠나는 것 등)이나 타인의 행동이 이들에게 해가 된다는 사실을 인식하지 않는다.

## 정치
집단 피해자 의식은 정치에서도 나타난다. 한 나라의 리더들과 이들을 지지하는 시민들이 집단적으로 피해의식을 느끼면, 리더들은 폭력적인 갈등 해결이나 발언 자유의 제한을 옹호할 가능성이 높다.
정치심리학자 바-탈(Daniel Bar-Tal)과 체르니악-하이(Lily Chernyak-Hai)는 집단 피해의식이 자아실현(self-realization)의 발전, 사회적 인정(social recognition), 피해자 상태 유지를 위한 시도로부터 발전한다고 주장하였다.

## 같이 보기
- 도덕 주체(Moral agency)
- 마인드셋(Mindset)
- 비난(Blame)
- 사회 정의 전사(Social justice warrior)
- 피해망상(Persecutory delusion)
- 피해자 비난(Victim blaming)
- 피해자 컴플렉스(Victim complex)
- 피해자 역할극(Victim playing)
- 피해자화(Victimisation)
- 학습된 무기력(Learned helplessness)
- DARVO(Deny, Attack, and Reverse Victim and Offender)